# Napětím řízený oscilátor

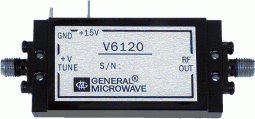
Mikrovlnný širokopásmový (12–18 GHz) napětím řízený oscilátor (V6120 firmy Herley Industries, USA).

Napětím řízený oscilátor (anglicky Voltage controlled oscillator), zkráceně VCO, je napětím řízený oscilátor.
Konstrukcí je podobný klasickému oscilátoru, jen s tím rozdílem, že je zde zakomponována zvláštní součástka varikap, což je kapacitní dioda, která v závěrném směru mění svou kapacitu v závislosti na přiloženém stejnosměrném napětí.

## Použití
- Oscilátory, u nichž není potřeba ladicí kondenzátor
- Generátory funkcí
- PLL - Fázový závěs
- Obvody přijímačů s automatickým dolaďováním AFC